# خوتلوب (داغستان)
خوتلوب (به لاتین: Khotlob) یک منطقهٔ مسکونی در روسیه است که در داغستان واقع شده‌است.